# Oekraïne op het Eurovisiesongfestival 2006
Oekraïne nam deel aan het Eurovisiesongfestival 2006 in Athene, Griekenland]. Het was de vierde deelname van het land op het Eurovisiesongfestival. De NTU was verantwoordelijk voor de Oekraïense bijdrage voor de editie van 2006.

## Selectieprocedure
Voor de tweede keer koos men ervoor om een nationale finale te organiseren. De kandidaat en het lied voor het festival werden aangewezen door het tv-programma Ty-Zirka. De finale vond plaats op 11 maart 2006 en zowel de televoters als de jury koos Tina Karol als winnaar.
| Volgorde | Artiest           | Lied                    | Televoting | Jury | Totaal | Plaats |
| -------- | ----------------- | ----------------------- | ---------- | ---- | ------ | ------ |
| 1        | Kirill Turichenko | "Boombox"               | 10         | 11   | 21     | 3de    |
| 2        | Tina Karol        | "Show Me Your Love"     | 12         | 12   | 24     | 1ste   |
| 3        | Irina Rosenfeld   | "You Give Me Your Love" | 11         | 10   | 21     | 2de    |

## In Athene
In de halve finale moest men optreden als vijftiende, na Turkije en voor Finland. Aan het einde van de avond kwam het land uit de enveloppen en behaalden ze een 7de plaats met 146 punten.
België en Nederland hadden geen punten over voor deze inzending.
In de finale moest men aantreden als achttiende, na Finland en voor Frankrijk. Aan het einde van de avond bleek dat ze op een zevende plaats waren geëindigd met 145 punten.
Men ontving één keer het maximum aantal punten. België en Nederland hadden respectievelijk 0 en 1 punt over voor deze inzending.

### Gekregen punten

#### Halve finale
| 12 punten                        | 10 punten                                               | 8 punten                                                       | 7 punten                                                  | 6 punten                                        |
| -------------------------------- | ------------------------------------------------------- | -------------------------------------------------------------- | --------------------------------------------------------- | ----------------------------------------------- |
|                                  | - Armenië - Moldavië - Portugal - Rusland - Wit-Rusland | - Roemenië - Israël                                            | - Turkije                                                 | - Andorra - Cyprus - Letland - Litouwen - Polen |
| 5 punten                         | 4 punten                                                | 3 punten                                                       | 2 punten                                                  | 1 punt                                          |
| - IJsland - Servië en Montenegro | - Estland - Griekenland                                 | - Bosnië en Herzegovina - Bulgarije - Ierland - Malta - Spanje | - Finland - Kroatië - Noord-Macedonië - Monaco - Slovenië |                                                 |

#### Finale
| 12 punten                                                                             | 10 punten                         | 8 punten                        | 7 punten                                                     | 6 punten                            |
| ------------------------------------------------------------------------------------- | --------------------------------- | ------------------------------- | ------------------------------------------------------------ | ----------------------------------- |
| - Portugal                                                                            | - Armenië - Rusland - Wit-Rusland | - Moldavië - Turkije            | - Litouwen                                                   | - Cyprus - IJsland - Israël - Polen |
| 5 punten                                                                              | 4 punten                          | 3 punten                        | 2 punten                                                     | 1 punt                              |
| - Andorra - Bosnië en Herzegovina - Estland - Griekenland - Letland - Noord-Macedonië | - Kroatië                         | - Bulgarije - Roemenië - Spanje | - Finland - Malta - Monaco - Servië en Montenegro - Slovenië | - Ierland - Nederland - Zweden      |

### Punten gegeven door Oekraïne

#### Halve finale
Punten gegeven in de halve finale:
| 12 punten | Rusland               |
| 10 punten | Polen                 |
| 8 punten  | Bosnië en Herzegovina |
| 7 punten  | Armenië               |
| 6 punten  | Finland               |
| 5 punten  | Litouwen              |
| 4 punten  | Zweden                |
| 3 punten  | Cyprus                |
| 2 punten  | Slovenië              |
| 1 punt    | Wit-Rusland           |

#### Finale
Punten gegeven in de finale:
| 12 punten | Rusland               |
| 10 punten | Bosnië en Herzegovina |
| 8 punten  | Armenië               |
| 7 punten  | Finland               |
| 6 punten  | Zweden                |
| 5 punten  | Litouwen              |
| 4 punten  | Letland               |
| 3 punten  | Noorwegen             |
| 2 punten  | Ierland               |
| 1 punt    | Roemenië              |

2003 · 2004 · 2005 · 2006 · 2007 · 2008 · 2009 · 2010 · 2011 · 2012 · 2013 · 2014 · 2015 · 2016 · 2017 · 2018 · 2019-2020 · 2021 · 2022 · 2023 · 2024 · 2025